# Constitución de Aruba
La Constitución del estado de Aruba (en papiamento: Constitucion di Aruba; en neerlandés: Staatsregeling van Aruba ) fue aprobada por unanimidad por todos los partidos políticos representados en el Parlamento de Aruba el 9 de agosto de 1985, y fue oficialmente implantada por el decreto real No.26, 1985, del 19 de agosto de 1985.
La Constitución se fundamenta en los principios democráticos occidentales y establece un gobernador, nombrado por la reina para un mandato de seis años, encargado de supervisar el gobierno local autónomo de Aruba. Un primer ministro elegido está al frente del gobierno local y recibe la ayuda de los siete miembros del Consejo de Ministros. El Parlamento tiene la responsabilidad sobre los poderes ejecutivo y judicial, además de ejercer sus funciones legislativas. El poder judicial está representado por el órgano jurisdiccional común, de Justicia de Aruba, y por el Tribunal Supremo de los Países Bajos.
La Constitución del Estado de Aruba fue aprobada por unanimidad el 9 de agosto de 1985, se proclamó en la lengua neerlandesa el 19 de agosto, y aunque su traducción en papiamento, idioma nacional y principal de Aruba, se terminó ya en 1985, todavía no se ha proclamado en papiamento.
El 1 de enero de 1986, o "Día de la Autonomía", Aruba se convirtió en un autónomo estado miembro, del Reino de los Países Bajos, que consta ahora de tres estados miembros: Aruba, los Países Bajos y las Antillas Neerlandesas, el gobierno del Reino los Países Bajos maneja la defensa, la ciudadanía y los asuntos exteriores.
Aruba y los otros dos Estados miembros no son totalmente independientes, la relación de Aruba en el "Reino de los Países Bajos ', está basada en el referéndum de autodeterminación celebrado en 1977, el Acuerdo proclamado en 1983, el Reglamento para el gobernador de Aruba y su Constitución en vigor desde agosto de 1985, su relación con el Reino, se parece más a la de estado libre asociado, que a la de un estado soberano e independiente.